# 他石海站
他石海站是位于黑龙江省大庆市他石海的一个铁路车站，邮政编码13130。车站建于1966年12月，有通让铁路经过该站，现仅办理客运，不办理货运业务，车站及其上下行区间均已电气化。车站距离通辽站289公里，隶属沈阳铁路局白城车务段，是五等站。